# Abeyance
Abeyance (von altfranzösisch abeance „Lücke“) bedeutet im anglo-amerikanischen Rechtskreis eine vorübergehende Ungewissheit über die Rechtsnachfolge.

## Sachenrecht
Im Immobiliarsachenrecht wird mit abeyance der Rechtszustand beschrieben, in dem sich ein Grundstück ohne Eigentümer befindet (freies Grundeigentum, freehold), etwa bevor nach dem Tod des Eigentümers ein Grundstückserbe ermittelt werden kann oder während eine Anwartschaft auf Erwerb eines solchen Grundstücks besteht.

## Adelsrecht
Im englischen Adelsrecht beschreibt abeyance den Schwebezustand, in den eine barony by writ fällt, wenn der verstorbene Titelträger keinen männlichen Erben hinterlässt, wohl aber mehrere Töchter. 
Die Baronie ist in diesem Fall nicht erloschen, anders als bei durch Adelsbrief (by letters patent) geschaffenen Baronien, sondern befindet sich in einem Zustand, bei dem ein Titelträger nicht vorhanden ist, aber mehrere Anwartschaften auf den Titel bestehen. 
Bei baronies by writ sind alle weiblichen Nachkommen des verstorbenen Titelträgers gleichberechtigt erbberechtigt (zur gesamten Hand). Da aber nur eine Person den Titel tragen darf, kann keine der gleichberechtigten Erbinnen den Titel für sich beanspruchen, und es erbt auch nicht die älteste Tochter den Titel (wie in der männlichen Erbfolge); er fällt deshalb unter allen grundsätzlich erbberechtigten Töchtern in einen Schwebezustand, der sogenannten Abeyance. Eine Abeyance endet grundsätzlich erst dann, wenn nur noch eine Erbin vorhanden ist. 
Es besteht auch die Möglichkeit, dass eine oder mehrere der Erbinnen oder eine oder mehrere der Nachkommen aus einem der Erbstämme an die Krone ein Gesuch richtet, ihr/ihm den Titel zuzuerkennen. In diesem Fall untersucht das sogenannte Committee for Privileges and Conduct des Oberhauses, ob der oder die Petenten zu den legitimen Nachkommen des letzten Titelträgers gehören. Stellt es fest, dass der oder die Petenten erbberechtigte Nachkommen des letzten Titelträgers ist/sind, erstellt das Committee for Privileges einen Bericht an die Krone, in deren Ermessen es liegt, ob sie für den Petenten die Baronie restituiert (call out of abeyance). 
Da es keine zeitliche Begrenzung für Wiederherstellungspetitionen gibt, verharren viele der in abeyance gefallenen Titel sehr lange, unter Umständen Jahrhunderte, in diesem Schwebezustand. Ein Beispiel für eine besonders lange abeyance ist die Baronie Cromwell: Sie war von 1497 bis 1923 abeyant.